# هجوم واغادوغو 2017
في يوم 13 أغسطس 2017 قتل 19 شخصا وأصيب أكثر من 20 شخصا عندما هاجم مجموعة من الجهاديين على مطعم أواغادوغو في بوركينا فاسو. أخذ المهاجمون الرهائن بعد أن حاصرتهم الشرطة ونهايه المطاف قتلوا في تبادل لإطلاق النار مع رجال الشرطة.

## تفاصيل

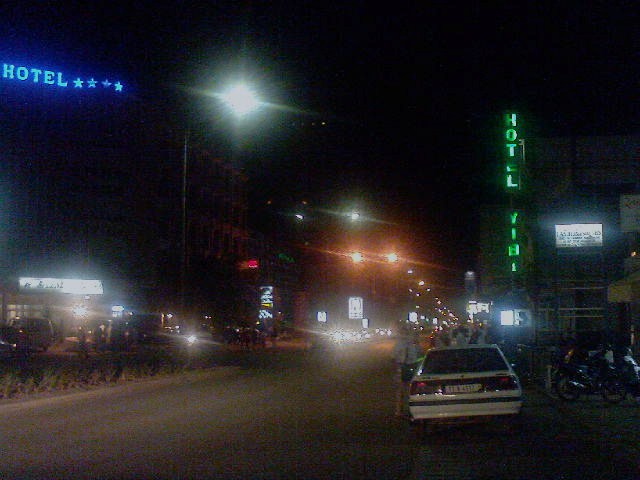
شارع كوامي نكروما في ليلة سنة 2008

في يوم 13 أغسطس 2017، ما بين 21:15 و21:30 بالتوقيت المحلي، وقف شابان مسلحان يحملان مسدس من نوع أيه كيه-47 على دراجة نارية أمام فندق في طريق كوامي نكروما في واغادوغو عاصمة دولة بوركينا فاسو. هذا وتجدر الإشارة أنه على بعد 200 إلى 300 متر من هذا الفندق كانت قد وقعت هجمة أخرى في يناير من السنة الماضية، وعُرفت بهجمات بوركينا فاسو 2016.
كان كل من في المقهى يشاهد مباراة كرة قدم مهمة، وأثناء احتفالهم هاجم الجهاديين خارج المقهى ليدخلا بعد ذلك إلى الداخل مواصلين بذلك سلسلة إطلاق النار. هذا وقد وصل عدد من أفراد الشرطة إلى مقر الهجوم وذلك عند الساعة 21:30، كما وصل عدد آخر من قوات الجيش البوركينابي وتبادلا إطلاق الرصاص مع الجهاديين، حيث اختبئ هذان الأخيران في الطوابق العلوية، لكنهما سرعان ما لقيا حتفهما على يد أفراد الجيش (أو الشرطة)، حيث قُتل الأول في حوالي الساعة الثانية صباحا، أما الثاني ففارق الحياة عند الساعة الثالثة صباحا.

## الضحايا
قتل 18 مدني في الهجوم، كما تعرض 22 شخص لجروحات متفاوتة الخطورة، من بينهم 5 أشخاص من قوات الأمن، هذا وتَجدر الإشارة إلى أن أصغر ضحية كان عمرها 15 سنة فقط.. كما كان من ضمن الضحايا إمام وخطيب المسجد الكبير والأستاذ في كلية الشريعة في جامعة الكويت الدكتور وليد العلي.
الجدول التالي يوضح عدد الضحايا من كل دولة.
| الدولة       | عدد الضحايا |
| ------------ | ----------- |
| بوركينا فاسو | 10          |
| الكويت       | 2           |
| كندا         | 2           |
| فرنسا        | 1           |
| نيجيريا      | 1           |
| السنغال      | 1           |
| تركيا        | 1           |
| لبنان        | 1           |
| المجموع      | 19          |

## ردود الفعل
أعلن رئيس بوركينا فاسو روش مارك كريستيان كابوري الحداد الوطني لمدة 3 أيام، كما قامت مجموعة من الدول والحكومات بإدانة هذا الهجوم، على رأسهم مالي، النيجر، غينيا، السنغال، الكويت وفرنسا.